# Медіасистеми Нової Зеландії
Нова Зеландія — держава, медіапростір якої вважається одним з найбільш вільних у світі. В інформаційному секторі відсутня цензура і спостерігається багато різноманітних ЗМІ.

## Телебачення Нової Зеландії
У Новій Зеландії здійснює мовлення як державна телекомпанія «Телебачення Нової Зеландії» (Television New Zealand), так і громадська телекомпанія «Телебачення Маорі» (Maori Television). Велика частина доходів державної телекомпанії доводиться на комерційну діяльність, і тільки невелика частка витрат покривається державою. Вплив на телевізійну політику з боку влади зведено до мінімуму або ж взагалі відсутній. Крім зазначених вільно віщають приватні «ТіВі 3» (TV3), «Прайм ТіВі» (Prime TV) та ін.

### TVNZ (Television New Zealand)
TVNZ (Television New Zealand — «Телебачення Нової Зеландії») — новозеландська громадська телекомпанія. Є однією з двох громадських мовників Нової Зеландії. Є акціонерним товариством, акції якого належать державі. Очолюється Радою директорів (TVNZ Board). Фінансуються шляхом відрахувань державної скарбниці. Є асоційованим членом EBU. У 1980 році Television One, Television Two були об'єднані в TVNZ, South Pacific Television знову був перейменований в TV 2. У 1988 році BCNZ була ліквідована, TV 2 був перейменований в Channel 2. 26 листопада 1989 року втратила монополії на телемовлення — був запущений перший в Новій Зеландії приватний телеканал TV3. У 1996 році Channel 2 знову став називатися TV 2. 30 вересня 2007 року TVNZ запустила телеканал TVNZ 6, в тому ж році — TVNZ Sport Extra, 30 березня 2008 року — TVNZ 7, 1 червня 2010 року — TVNZ Heartland. 28 лютого 2011 року TVNZ 6 був закритий. 13 березня 2011 року TVNZ запустив телеканал U. 30 червня 2012 був закритий телеканал TVNZ 7,31 серпня 2013 року телеканал U, а 21 березня 2015 року було закритий телеканал TVNZ Heartland. 20 березня 2016 року TVNZ запустила телеканал TVNZ Duke, в тому ж році TV One був перейменований в TVNZ 1, TV 2 в TVNZ 2.

### Maori Television
Телебачення Маорі (Maori Television) — у 2004 році було запущено громадсько фінансований канал Maori Television, мета якого — повернути інтерес до культури маорі, а також інформувати та розважати загальну аудиторію. До ради директорів входять старійшини маорі та представники державних органів у справах меншин.

### TV3
«ТіВі 3» (TV3) — загальнонаціональний телевізійний канал. Започаткований 26 листопада 1989, це був перший приватний телевізійний канал Нової Зеландії. Канал нині веде мовлення національно (з регіональною рекламою, що служить для чотирьох ринків) в цифровій формі через що належить державі Kordia на земній і супутнику. Vodafone також несе канал для їх кабельних передплатників у Веллінгтоні і Крайстчерчі. Це раніше віщало національно по аналоговому телебаченню, поки це не було вимкнено 1 грудня 2013. TV3 — загальний канал розваг, що належав MediaWorks зі значними новинами й елементом поточних подій під банером 3 новин. Здебільшого, TV3 транслює розважальні передачі, а також висвітлює важливі події в країні й за кордоном. Нарівні з іноземними програмами на TV3 виходять в ефір оригінальні шоу власного виробництва.

### Prime TV
«Прайм ТіВі» (Prime TV) — другий приватний національний телевізійний канал у прямому ефірі, доступний у Новій Зеландії. Телекомпанія проводить різноманітну програму, яка в основному поставляється з Австралії, Сполученого Королівства та Сполучених Штатів, а також змагання з регбі та крикету. Спочатку вона належала Prime Television Limited в Австралії. Прайм пізніше уклав угоду про спільне підприємство з Nine Entertainment Co. (Nine Network Australia), завдяки чому графічна мережа виглядала як Nine Network. 8 лютого 2006 року Комісія з комерції передала клієнту Sky Television закупку станції за 31 мільйонів доларів.

## Радіостанції Нової Зеландії
У Новій Зеландії радіомовлення здійснює велике число загальнонаціональних і місцевих станцій. Три з них — «ЕйЕм Нетворк» (AMNetwork), «Національне Радіо Нової Зеландії» (Radio New Zealand National) та «Радіо Нової Зеландії Концерт» (Radio New Zealand Concert) — належать громадській компанії «Радіо Нової Зеландії» (Radio New Zealand), заснованої спеціальним актом в 1995 році Радіостанція «Руіа Маї» (Ruia Mai) віщає мовою маорі й належить маорійській спільноті. Sleep Radio — Єдина радіостанція на планеті, яка хоче, щоб її слухачі заснули. В ефірі м'яка, заспокійлива музика в жанрі ембієнт.

### AMNetwork
«ЕйЕм Нетворк» (AMNetwork) — керує Радіо Нова Зеландія за аналогічним контрактом і використовує загальнонаціональний набір передавачів AM трансляцій, які раніше використовувалися програмою The Concert, перш ніж він перейшов на FM трансляцію. Трансляції також доступні в режимі онлайн, через прямі трансляції та через подкасти на замовлення. AM Network's Parliamentary не включають дикторів безперервності або інформаційні бюлетені, на відміну від інших мереж Radio New Zealand.

### Radio New Zealand National
«Національне Радіо Нової Зеландії» (Radio New Zealand National) — спонсорована державою некомерційна новозеландська англомовна радіостанція під керуванням радіокомпанії Radio New Zealand. В основному спеціалізується на програмах, присвячених оглядам поточних подій, мистецтву, культурі Нової Зеландії, деякі передачі транслюються мовою маорі. Транслювалася з основних міст Нової Зеландії на каналах AM-діапазону з суфіксом «YA»: 1YA, 2YA, 3YA і 4YA. У 2013 році аудиторія Radio New Zealand National становила 10,3 % радіослухачів, що було найвищим показником в Новій Зеландії. Рейтинг виріс з 9,1 % радіослухачів у 2009 році. Найбільшого піку в 11,1 % радіослухачів радіостанція досягла у 2011 році, в ході висвітлення подій навколо землетрусу 2011 року в Крайстчерчі. 439 000 радіослухачів включають Radio New Zealand National протягом тижня, що є другою за величиною сукупної аудиторією в Новій Зеландії.

### Radio New Zealand Concert
«Радіо Нової Зеландії Концерт» (Radio New Zealand Concert) — є хітом ефір радіо з Веллінгтона, New Zealand. Ця радіостанція грає класичну музику 24 годин в прямому ефірі. Приблизно 15 відсотків його ефірного часу є: живі концерти, оркестрові дії, опери, інтерв'ю, спеціалізовані музичні програми, багато з яких зареєстровані в місцевому масштабі.

### Ruia Mai
«Руіа Маї» (Ruia Mai) — віщає мовою маорі й належить маорійській спільноті. Безкоштовне інтернет-радіо: спорт, музика, новини, подкасти, аудіокниги.

## Газети Нової Зеландії
У Новій Зеландії видається велика кількість газет і журналів різної періодичності. Найпопулярнішими серед них є: «Нью Зіланд Гералд» (New Zealand Herald), «Прес» (The Press), «Сандей Стар Таймс» (The Sunday Star Times), «Домініон Пост» (Dominion Post) та ін.

### New Zealand Herald
«Нью Зіланд Геральд» (New Zealand Herald) — найпопулярніша щоденна газета в Новій Зеландії. Видана в Окленді, належала Новозеландським ЗМІ і розвагам. Найбільше газетне видання в країні, що досягає максимуму в більш ніж 200 000 копій у 2006 році, хоча числа зменшилися до 162 181 до грудня 2012 року. Його головна область видання — Оклендська область.

### The Press
«Прес» (The Press) — щоденна газета, видана в Крайстчерчі, Нова Зеландія. Належить Ферфаксу Медії.The Press отримала Кращу Новозеландську премію Газети й також забрала кращу щоденну газету з виданням більш ніж 25 000 в премій ЗМІ Qantas 2006 року й отримала ту ж саму премію знову у 2007 році. Це — перший раз з 1991 року, що будь-яка Новозеландська газета досягла цього подвигу.

### The Sunday Star Times
«Сандей Стар Таймс» (The Sunday Star Times) — це газета, що виходить кожні вихідні в групі «Фейрфакс» в Окленді. Вона охоплює як вітчизняні, так і міжнародні новини, а також є членом Асоціації преси Нової Зеландії та Асоціації видавців газет Нової Зеландії.

### Dominion Post
«Домініон Пост» (Dominion Post) — це столична газета, що виходить в ранкову публікацію у Веллінгтоні, Нова Зеландія, що належить австралійській групі «Fairfax», власники «The Age», Мельбурні та The Sydney Morning Herald. Dominion Post був створений у липні 2002 року компанією Independent Newspapers Limited (INL).